# Максимилиан I (император Священной Римской империи)
Максимилиа́н I (нем. Maximilian I; 22 марта 1459, замок Нойштадт — 12 января 1519, Вельс) — король Германии (римский король) с 16 февраля 1486 года, император Священной Римской империи с 4 февраля 1508 года, эрцгерцог Австрийский с 19 августа 1493 года, реформатор государственных систем Германии и Австрии и один из архитекторов многонациональной державы Габсбургов, распространившейся не только на половину Европы, но и на заморские колонии.

## Молодые годы

### Детство

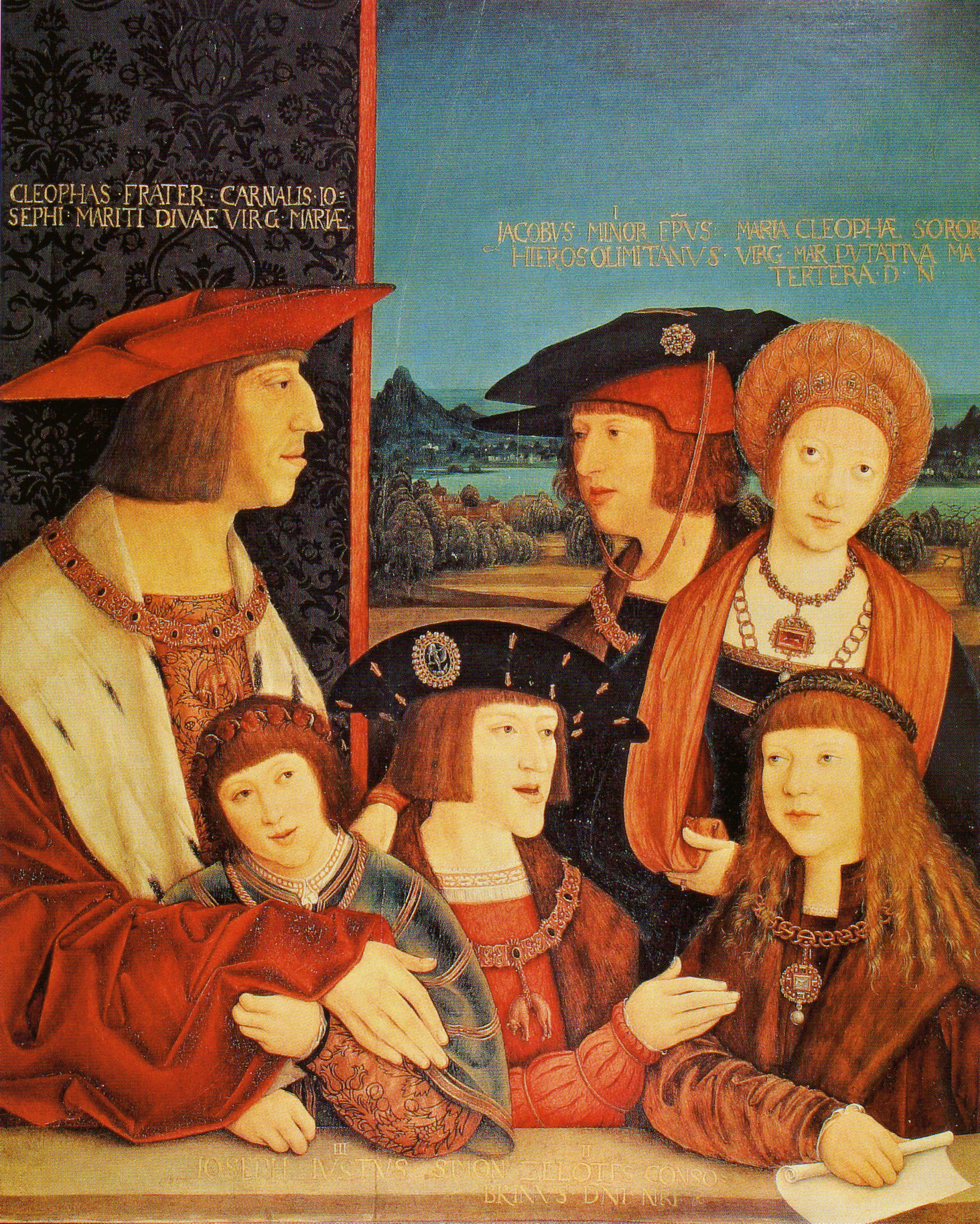
Бернхард Штригель. Портрет императора Максимилиана и его семьи

Максимилиан I был вторым сыном австрийского эрцгерцога и императора Священной Римской империи Фридриха III и Элеоноры Португальской, дочери Дуарте, короля Португалии. Крещён он был 25 марта в церкви Святого Георгия в Нойштадте, его крёстным отцом был воевода Николай Уйлокский, пользовавшийся доверием императора Фридриха. В детстве большое влияние на него оказывала мать, в которую он пошёл своим характером. Ранняя смерть матери в 1467 году стала для Максимилиана тяжелым ударом.
Его старший брат Кристоф умер в младенчестве, и Максимилиана с раннего детства готовили как наследника отца. Первоначально воспитанием Максимилиана занималась мать, однако позже Фридрих, посчитав, что его сын растёт слишком изнеженным, забрал сына у матери, назначив ему в воспитатели священника Петера Энгельбрехта. Новый воспитатель пытался «вколачивать» в Максимилиана знания, но особых успехов в этом не добился. Позже матери удалось добиться назначения учителем грамматики Томаса фон Цилли. Также большое внимание уделялось изучению церковного писания, однако Максимилиан под влиянием матери веровал по своему разумению, иногда сильно расходясь во мнениях с католической церковью. Хронисты того времени не скрыли, что Максимилиан не смог усвоить большой объём знаний.
Максимилиан обладал способностями к языкам и в разные периоды жизни освоил английский, испанский, итальянский, словенский, чешский,  фламандский, французский  языки, но латынь знал не очень хорошо, хоть и изъяснялся на ней свободно в устном и письменном виде. Также учителя пытались исправить заикание Максимилиана, но больших успехов в этом не добились.

### Свадьба
В 15 лет для Максимилиана нашли невесту. Выбор пал на Марию Бургундскую, дочь Карла Смелого, герцога Бургундии. Мария была одной из богатейших невест своего времени, наследницей огромных отцовских владений, в состав которых входили герцогства Бургундия, Люксембург, Брабант, Лимбург и Гелдерн, пфальцграфство Бургундия (Франш-Конте), а также ряд графств — Фландрия, Геннегау (Эно), Голландия, Зеландия, Фрисландия, Намюр, Осер, Макон, Булонь, а также Пикардия. Её руки для своего сына настойчиво добивался король Франции Людовик XI, были и другие претенденты, включая брата короля Англии и сына герцога Клевского. Однако герцог Карл свой выбор остановил на Максимилиане, сыне императора, который мог дать герцогу Бургундии вожделенный королевский титул.
Переговоры о браке начались в 1473 году, однако император Фридрих, к разочарованию Карла, не спешил обещать тому королевский титул, а также отказался выделять деньги на военные расходы. Переговоры зашли в тупик. После гибели Карла в битве при Нанси в январе 1477 года Мария, ставшая герцогиней, опасаясь короля Франции Людовика, требовавшего от неё выйти замуж за дофина, возобновила переговоры с императором Фридрихом о браке с Максимилианом, отказавшись от многих прежних требований своего отца. Король Франции Людовик всячески пытался помешать браку, объявив, что как сюзерен Марии он отказывается дать согласие на брак. Однако император Фридрих согласился на брак Максимилиана и Марии, и 21 апреля в Призендорфе, Брюгге, состоялась церемония per procurationem (брак по доверенности), где Максимилиана представлял герцог Людвиг Баварский. Лично Максимилиану удалось прибыть в Гент только 18 августа. На следующий день состоялась повторная брачная церемония.

## Войны с Францией

### Война за бургундское наследство

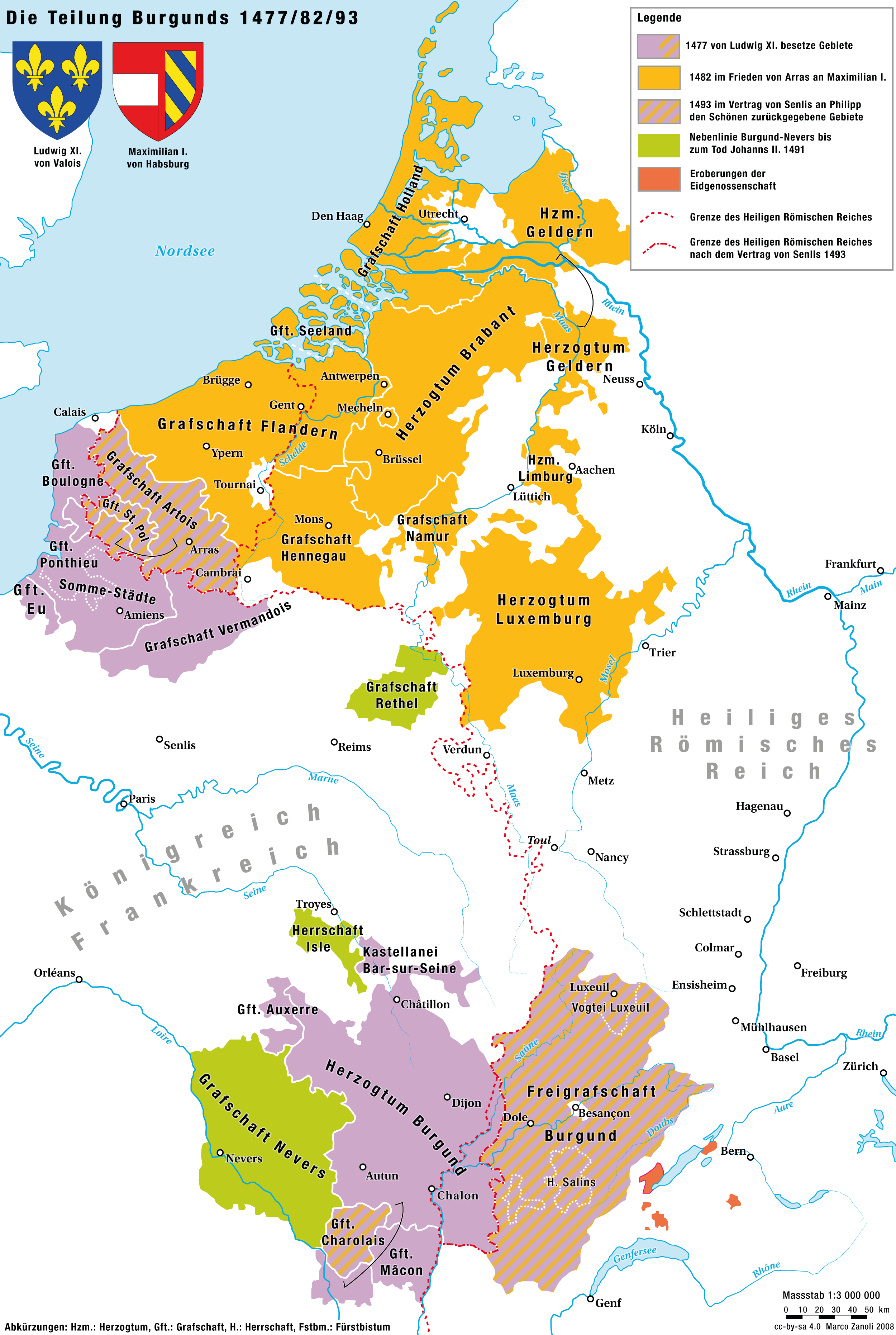
Бургундские земли в правление Максимилиана

В результате брака Максимилиана и Марии Габсбурги получили возможность претендовать на земли Бургундского герцогства. Максимилиан после женитьбы жил при бургундском дворе. Согласно договору, составленному 17 сентября 1477 года, Максимилиан был объявлен наследником Марии. Ещё раньше, в договоре, заключённым с бургундскими городами, было указано, что Бургундские владения должны быть нераздельными.
Король Франции Людовик XI не смирился с потерей Бургундии, и уже весной 1478 года разгорелась война за бургундское наследство между ним и Максимилианом. При этом отец Максимилиана, император Фридрих III, никак не помогал сыну.
Ещё с января 1477 года армия Людовика уже занимала большую часть Бургундии, Франш-Конте, Пикардии и Артуа. Для управления этими владениями Людовик назначил трёх своих комиссаров, разместившихся в Дижоне. Однако вскоре во Франш-Конте вспыхнуло восстание, перекинувшееся на Бургундию. Один из комиссаров Людовика, Жан де Шалон, принц Оранский, перешёл на сторону Марии и к июню смог освободить от французов большую часть Бургундии. Главнокомандующий французской армии Жорж де Ла Тремуй смог вернуть Дижон, но дальше развить успех не смог, поскольку Максимилиану удалось быстро набрать армию. 11 июля 1478 года Максимилиан и Людовик подписали перемирие на год.
После истечения срока перемирия в 1479 году военные действия возобновились. Французская армия под командованием Карла, графа Ангулемского вторглась в Бургундию и Франш-Конте, где ей удалось захватить несколько городов, включая Бон, Семюр, Доль, Осон и Безансон. Максимилиан предоставил воевать в Бургундии сторонникам Марии, а сам сосредоточился на военных действиях в Фландрии и Артуа.
7 августа 1479 года состоялась битва при Гинегате. Первоначально перевес был на стороне французов, которыми командовал Филипп де Кревкёр, но благодаря личному мужеству Максимилиана, бросившегося в гущу схватки, ему удалось победить.
Французы продолжали грабительские вылазки, а Максимилиану для продолжения борьбы с ними не хватало денег.
6 марта 1482 года жена Максимилиана Мария разбилась при падении с лошади во время соколиной охоты. Через три недели она умерла и была похоронена в Брюгге. Гибель жены, кроме личного горя (по словам современников, Максимилиан сильно любил жену и его сердце осталось в Брюгге), принесла Максимилиану дополнительные политические проблемы. По завещанию Марии новым герцогом был провозглашен их малолетний сын Филипп, а регентом при юном герцоге стал Максимилиан. Однако нидерландские сословия отказались признать завещание Марии в части регентства, чем немедленно воспользовался французский король Людовик XI, который вторгся на территорию Франш-Конте и заявил о своих претензиях на всё наследство Карла Смелого.
Генеральные штаты без участия Максимилиана заключили 23 декабря 1482 года с королём Франции Аррасский договор, по которому Бургундия, Франш-Конте, Артуа и Пикардия закреплялись за Францией, а Нидерланды и Люксембург — за Габсбургами. Также французский дофин Карл обручался с дочерью Максимилиана Маргаритой, которая при этом должна была воспитываться во Франции. В качестве приданого за Маргаритой были обещаны Артуа и Франш-Конте.
Максимилиан не в силах был противостоять решению Генеральных штатов — по собственному его выражению он «чувствовал себя как святой Евстахий, у которого волк утащил сына, а лев — дочь» — и начал против них настоящую войну, сражаясь как против французов, так и против своих городов. Он смог найти в Нидерландах искателей приключений и в 1483 году создал из них знаменитое войско ландскнехтов. Война продолжалась до июня 1485 года, пока городское управление Гента не заключило мир с Максимилианом, признав его право на опекунство над сыном. В итоге Максимилиану удалось закрепить за собой высокоразвитые Нидерланды и ряд областей между Францией и Германией. Это сразу выдвинуло Максимилиана в центр европейской политики и резко повысило престиж дома Габсбургов.
В сентябре 1494 года сын Максимилиана Филипп Красивый достиг 16 лет и был объявлен совершеннолетним. В Лёвене ему были переданы бразды правления Бургундским государством. Однако Филиппа связывали дружеские отношения с королём Франции Людовиком XII, и он повёл профранцузскую политику, даже принёс ленную присягу Людовику, что породило конфликт с отцом.
В 1496 году Филипп женился на испанской инфанте Хуане. Неожиданная смерть брата Хуаны, законного наследника испанского престола, сделала в 1504 году Филиппа королём Кастилии и Леона. Но 25 сентября 1506 года Филипп внезапно умер, оставив после себя наследником малолетнего сына Карла, будущего короля Испании (под именем Карл I) и императора (под именем Карл V), опеку над которым получила его тетка, дочь Максимилиана Маргарита, ставшая правительницей Нидерландов.

### Война за Бретонское наследство
После избрания королём Германии в 1486 году Максимилиан вернулся в Нидерланды. В 1488 году французский король Карл VIII заявил свои притязания на герцогство Бретань. Ранее герцогиня Бретонская Анна была обещана Максимилиану I в жёны, поэтому он вмешался в вопрос о бретонском наследстве. Началась война, в которой Максимилиана и Анну поддержали Англия и Кастилия.

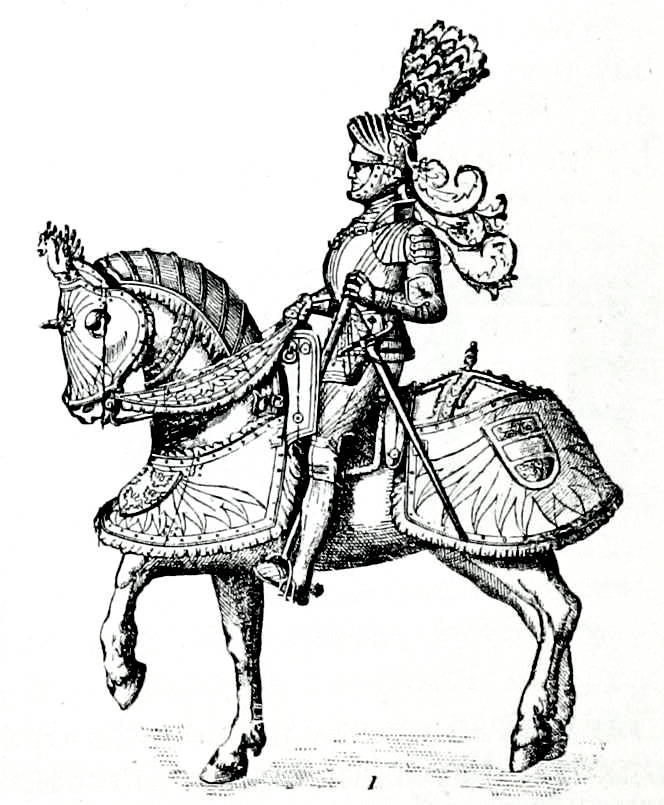
Император Максимилиан I
Рисунок из статьи «История военного искусства»
(«Военная энциклопедия Сытина»; 1913 год)

В феврале 1488 года восстали жители Брюгге, причём сам Максимилиан попал к ним в плен. Вскоре к восстанию присоединился и Гент. Максимилиан, чтобы получить свободу, в мае был вынужден подписать договор, который значительно урезал его в правах, отказаться от регентства и заключить мир с Францией. Этим не замедлила воспользоваться Франция, оккупировавшая Бретань. На помощь сыну выступил с набранной армией император Фридрих III, однако грабежи среди населения привели к тому, что восстали многие другие города во Фландрии. В итоге в 1489 году уставший от борьбы Максимилиан передал управление Нидерландами своему другу и соратнику герцогу Альбрехту Саксонскому, а сам перебрался в Германию. 13 июля 1489 года в сражении при Диксмюнде англо-имперские войска нанесли поражение нидерландским мятежникам и вскоре власть Габсбургов была восстановлена.
Это позволило Максимилиану вновь вернуться к Бретонскому вопросу в 1490 году. Ещё при жизни отца Анны Бретонской, герцога Бретани Франциска II, Максимилиан получил официальное согласие на брак. 19 декабря 1490 года в Ренне состоялся его брак по доверенности с Анной Бретонской, однако сам Максимилиан, занятый решением проблем с Венгерским королевством, в Бретань не спешил. Этим воспользовалась Анна де Божё, регентша при короле Франции Карле VIII, обручённом с малолетней дочерью Максимилиана. Не желая, чтобы Бретань досталась Максимилиану и пока он не прибыл в Бретань для завершения брака, Анна и Карл решились на поход в герцогство под предлогом, что король является сюзереном Бретани и герцогиня обязана получить у него разрешение на брак. Поход возглавил молодой король. Он захватил Ренн и потребовал от Анны стать его женой. Брак был заключён 6 декабря 1491 года в замке Ланже на Луаре, после чего Бретань вошла в состав французского королевства.
Этот брак вызвал осуждение во всей Европе. В том числе был недоволен и папа римский Иннокентий VIII, поскольку Карл не дождался разрешения на разрыв предыдущей помолвки с Маргаритой. Уязвлённый же Максимилиан обвинил Карла в бесчестности и постарался, чтобы дурная слава о французском короле распространилась повсеместно. При этом ему пришлось отказаться от войны против Франции, поскольку имперские князья отказались финансировать его личную месть. Однако Максимилиану удалось вернуть Франш-Конте, разгромив французов у Санлиса в 1493 году, но развить свой успех не смог. По Санлисскому договору Карл был вынужден признать это завоевание, кроме того Франция официально признала права Габсбургов на правление в Нидерландах.

## Правление в Австрии

### Объединение австрийских земель

50 шиллингов 1969 г. — австрийская памятная монета, посвящённая 450-летию смерти Максимилиана I

В 1487 году герцог Баварско-Мюнхенский Альбрехт IV женился на Кунигунде, сестре Максимилиана. Перед этим он сделал предложение герцогу Передней Австрии и графу Тироля Сигизмунду, двоюродному брату Максимилиана, продать ему Тироль, имевший важное стратегическое значение. Сигизмунду эта сделка позволила бы избавиться от многочисленных долгов. Брак с дочерью императора Альбрехт рассматривал как своеобразную подстраховку — Сигизмунд не имел детей и его владения должен был унаследовать император, а являясь мужем его дочери, Альбрехт от имени жены мог претендовать на часть наследства. Узнав о планах зятя, император Фридрих пришёл в ярость и начал войну против Альбрехта, при этом против Альбрехта выступил также Швабский союз городов. Конфликт удалось погасить только благодаря вмешательству Максимилиана, который уговорил Сигизмунда отказаться от своих планов, и, более того, в 1490 году он уступил Максимилиану свои владения. Альбрехт Баварский был вынужден согласиться, в качестве компенсации ему было обещано, что именно он унаследует Лансгут-Баварское герцогство после смерти не имевшего потомства герцога Георга. При этом Максимилиану пришлось проявить дипломатические способности для того, чтобы помирить Альбрехта и Фридриха.

Герб Максимилиана Австрийского, как Эрцгерцога Австрийского.

После смерти Фридриха III в 1493 году Максимилиан стал эрцгерцогом Австрии, Штирии, Каринтии и Крайны. Таким образом под властью Максимилиана оказались все земли Габсбургов, а вековой раздел австрийской монархии подошёл к концу. В 1500 году после прекращения Горицкой династии Максимилиан I присоединил к своим владениям Горицкое графство, включая земли в Восточном Тироле.

### Венгерский вопрос
Одной из проблем, с которой пришлось столкнуться во время своего правления, были отношения с Венгерским королевством. Король Матьяш Корвин, воспользовавшись невыплатой императором Фридрихом III контрибуции, в 1482 году объявил ему войну, которая складывалась для Фридриха крайне неудачно. В 1485 году Матьяш овладел Веной, ставшей его новой резиденцией. К концу своего правления Матьяш присоединил к своим владениям Нижнюю Австрию, Славонию, Штирию и Каринтию, ранее принадлежавшие Габсбургам. Перебравшись в Австрию, Максимилиан подключился к борьбе, но понял, что для успеха в борьбе против венгров необходимы большие финансовые средства. При этом Матьяш был женат на неаполитанской принцессе, что обеспечивало Венгрии помощь Неаполитанского королевства .
В итоге Максимилиан решил уладить конфликт миром. Он намеревался предложить Матьяшу Нижнюю Австрию, но это предложение категорически отверг Фридрих III. Однако всё изменила внезапная смерть Матьяша, случившаяся 6 апреля 1490 года в Вене. Набрав ландскнехтов, Максимилиан вернул Вену и вторгся в венгерские земли. Однако развить успех ему помешал бунт среди наёмников, так что ему пришлось вернуться. Королём Венгрии в итоге выбрали короля Чехии Владислава II. При этом Максимилиану удалось настоять на том, что если Владислав умрёт без наследников, то Венгрия перейдёт к Габсбургам. 7 ноября 1491 года был подписан Пресбургский мир, который закончил длившуюся несколько десятилетий войну между Венгрией и Австрией.
Новый этап в расширении австрийского государства также связан с именем Максимилиана I: в 1515 году он организовал в Вене встречу с Владиславом II, королём Венгрии и Чехии, и Сигизмундом I, королём Польши, представителями династии Ягеллонов. Было заключено соглашение о браке внучки Максимилиана I Марии и сына Владислава II Лайоша II, а также о женитьбе внука Максимилиана Фердинанда на дочери Владислава II Анне. Этот династический союз позволил в 1526 году, после смерти Лайоша II в войне с турками, присоединить Венгрию и Чехию к владениям Габсбургов.

### Споры за Баварское наследство
В 1503 году умер Лансгут-Баварский герцог Георг Богатый. Не желая, чтобы его владения достались Альбрехту IV Баварско-Мюнхенскому, он незадолго до смерти сделал завещание, в котором наследником сделал Рупрехта Пфальцского, женатого на его дочери Елизавете. Однако Максимилиан в своё время подписал договор с Альбрехтом, которому гарантировал наследование Лансгута. В итоге Альбрехт начал войну против Рупрехта, занявшего Лансгут от имени жены. Альбрехт обосновывал свои права тем, что в Германии наследование владений по женской линии нарушает существующие законы. Все попытки Максимилиана уладить конфликт миром успехом не увенчались.
В разгоревшейся войне за ландсгутское наследство Максимилиан встал на сторону Альбрехта, мужа своей сестры. Он объявил Рупрехта вне закона, что только раздуло конфликт. Рупрехта поддержал отец, курфюрст Пфальца Филипп, а также король Чехии. Война шла с переменным успехом, опустошая затронутые территории. В августе 1504 года в битве при Ландсгуте погиб Рупрехт. Однако мир наступил только в сентябре после того, как в битве при Венценбахе (около Регенсбурга) армия под руководством Максимилиана разбила пфальцско-чешские войска, причем Максимилиан, чудом избежавший гибели, проявил себя как храбрый воин.
Итогом войны стало то, что Альбрехт IV объединил в своих руках Баварские земли. Максимилиан при этом присоединил к своим владениям часть Тироля, прежде принадлежавшую Баварии (Куфштейн, Раттенберг, Кицбюэль, Циллерталь, а также область вокруг Мондзе). Это завершило складывание ядра Австрийской державы Нового времени.
Ещё раз Максимилиану пришлось вмешаться в баварские дела после смерти Альбрехта IV в 1508 году. Незадолго до смерти Альбрехт издал новый закон о наследовании баварских земель по праву первородства. Опасаясь конфликтов между сыновьями, вдова Альбрехта Кунигунда обратилась к брату, чтобы он изменил закон, разрешив наследование и младшим сыновьям, что Максимилиан и сделал. Однако в итоге оба младших сына детей не оставили.

### Реформы Максимилиана I
Правление Максимилиана имело большое значение для развития Австрийского государства. Эрцгерцог развернул широкую программу преобразования системы государственного управления страны. Уже в 1493 году австрийские земли были поделены на два округа: Верхнюю Австрию (Тироль и Передняя Австрия) и Нижнюю Австрию (Австрия, Штирия, Каринтия, Крайна). В каждой из частей было создано отдельное правительство, включающее наместника, назначаемого эрцгерцогом, и его советников. В Вене организовали единое для всех земель казначейство (позднее перенесено в Инсбрук) и счётное управление. В 1498 году Максимилиан создал целую систему высших органов управления: Надворный совет (высший административный и судебный орган), Надворную палату (высший фискальный и финансовый орган) и Надворную канцелярию (внешние сношения и законотворческая деятельность). Были также объединены военные ведомства всех австрийских земель. В результате была организована новая, централизованная система государственного управления и заложена основа объединения родовых габсбургских владений в единое Австрийское государство.
Реформы Максимилиана I вызвали, однако, сопротивление сословий. В 1502 году на едином ландтаге нижнеавстрийских земель дворянство выступило резко против централизаторских стремлений эрцгерцога. Максимилиан, испытывающий острую нужду в финансовых средствах на ведение войн с турками и в Италии, был вынужден пойти на уступки и восстановить судебные права сословий. В 1518 году в состав Надворного совета были включены представители ландтага. Таким образом, административные реформы не были завершены, однако они способствовали укреплению государственной власти в Австрии и позволили в дальнейшем создать эффективную бюрократическую систему.

## Правление в Священной римской Империи. Имперская реформа

Герб Максимилиана I. Имперский орёл и щит с эмблемами Австрии и Бургундии. Современная прорисовка.

В отличие от своего отца, нерешительного и неудачливого Фридриха III, Максимилиан уже в молодые годы показал себя энергичным государственным деятелем, способным укрепить королевскую власть и осуществить назревшие преобразования архаичных государственных систем Германии и Австрии. Уже в 1480-х годах император Фридрих III, достигший 70-летнего возраста, фактически устранился от управления своими владениями, передав бразды правления своему сыну. А в 1486 году Фридрих во Франкфурте собрал шестерых курфюрстов (отсутствовал только король Чехии), которые 16 февраля избрали Максимилиана королём Германии. При этом в нарушение Золотой буллы выборы происходили в присутствии императора. Коронация состоялась 9 апреля в Ахене.
С момента своего избрания королём Германии Максимилиан активно участвовал в управлении империей. При этом ему пришлось бороться против короля Франции, заключившего союз против империи с новым королём Англии Генрихом VII, а также с королём Венгрии Матьяшем Корвином, врагом Габсбургов.
После смерти своего отца 19 августа 1493 года вся полнота власти в Империи перешла к Максимилиану. К этому времени система управления империей находилась в глубоком кризисе: в Германии к этому времени сформировалось несколько сотен государственных образований различного уровня независимости и с различным финансовым и военным потенциалом, а рычаги влияния императора на князей империи оказались устаревшими и неэффективными. Крупные княжества вели фактически самостоятельную внешнюю политику, одновременно стремясь подчинить соседние владения рыцарей и имперские города, составлявшие основу вооружённых сил и бюджета империи. Фридрих III, хотя и восхищался сыном, но между ними часто возникали разногласия. Так, Фридрих категорически противился реформам, которые пытался провести Максимилиан.
В 1495 году Максимилиан I созвал в Вормсе всеобщий рейхстаг Священной Римской империи, на утверждение которого он представил проект реформы государственного управления империи. В результате обсуждения была принята так называемая «Имперская реформа» (нем. Reichsreform). Германия была разделена на шесть имперских округов (в 1512 году к ним были добавлены ещё четыре). Органом управления округа стало окружное собрание, в котором имели право участвовать все государственные образования на территории округа: светские и духовные княжества, имперские рыцари и вольные города. Каждое государственное образование имело один голос (в некоторых округах это обеспечивало преобладание имперских рыцарей, мелких княжеств и городов, которые составляли главную опору императора). Округа решали вопросы военного строительства, организации обороны, набора армии, а также распределения и взимания имперских налогов. Огромное значение имело также создание Высшего имперского суда — верховного органа судебной власти Германии, ставшего одним из главных инструментов влияния императора на территориальных князей и механизмом проведения единой политики во всех государственных образованиях империи.
Однако попытки Максимилиана углубить реформирование империи и создать единые органы исполнительной власти, а также единую имперскую армию провалились: князья империи выступили резко против и не позволили провести через рейхстаг эти предложения императора. Более того, имперские сословия отказались финансировать его итальянские кампании (см. ниже), что резко ослабило позиции императора на международной арене и в самой империи. Осознавая институциональную слабость императорской власти в Германии, Максимилиан I продолжил политику своих предшественников по обособлению Австрийской монархии от империи: опираясь на «Privilegium Maius» 1453 года, он в качестве эрцгерцога Австрии отказался участвовать в финансировании имперских учреждений, не позволял взимать на австрийских землях имперские налоги. Австрийские герцогства не участвовали в работе имперского рейхстага и других общих органов. Австрия фактически была поставлена вне империи, её независимость была расширена. Практически вся политика Максимилиана I проводилась, прежде всего, в интересах Австрии и династии Габсбургов, а лишь во вторую очередь, Германии.
Большое значение для конституции Священной Римской империи имел также отказ от принципа необходимости коронации императора папой римским для легитимизации его прав на титул императора. В 1508 году он попытался совершить экспедицию в Рим для своей коронации, однако не был пропущен венецианцами, контролировавшими пути из Германии в Италию. 4 февраля 1508 года на праздничной церемонии в Триенте он был провозглашён императором. Папа Юлий II, которому Максимилиан I был крайне необходим для создания широкой коалиции против Венеции, разрешил ему пользоваться титулом «избранного императора». В дальнейшем преемники Максимилиана I (кроме Карла V) уже не стремились к коронации, а в имперское право вошло положение, что само избрание германского короля курфюрстами делает его императором.

## Итальянские войны

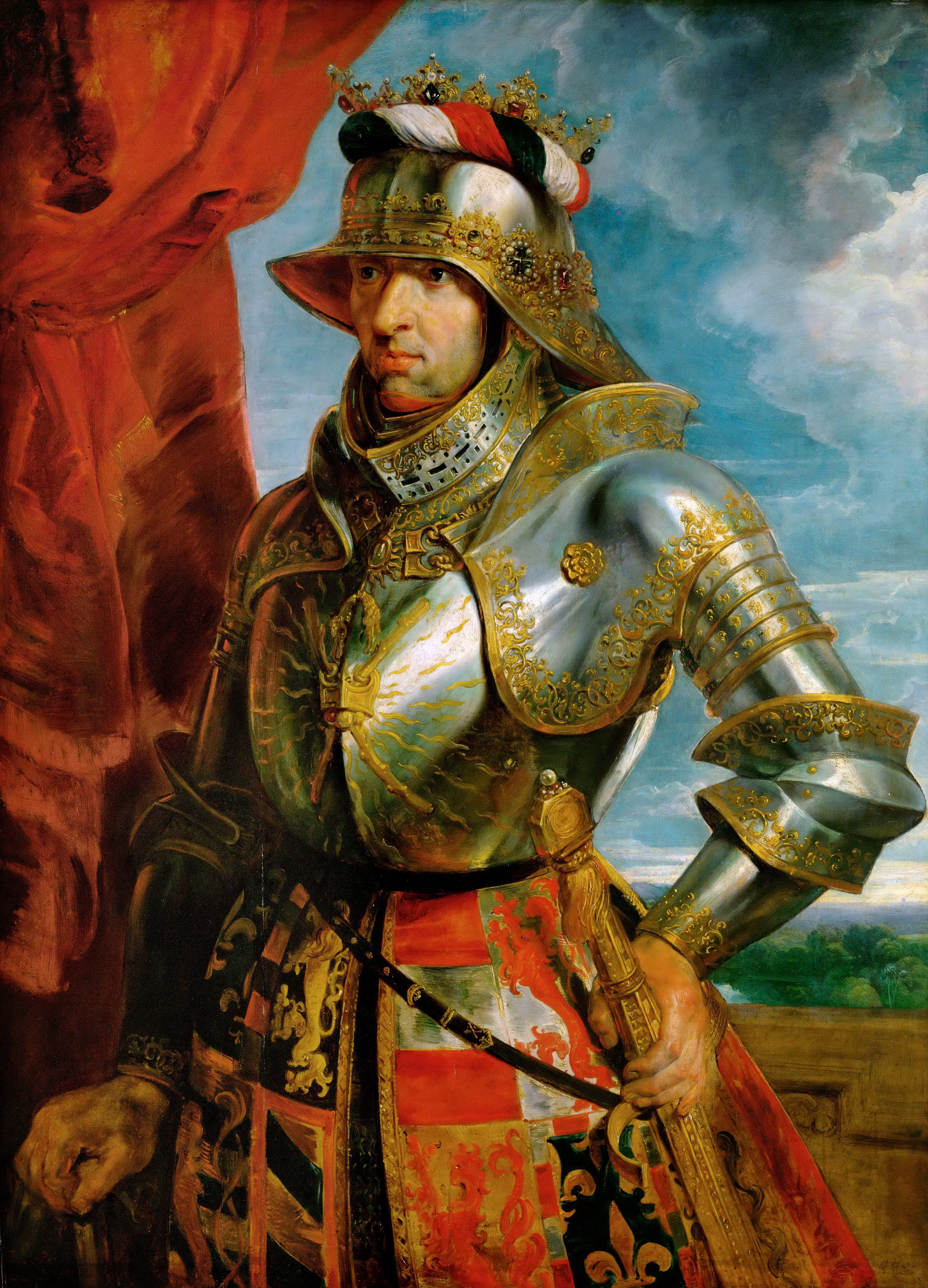
Максимилиан I. Портрет работы Рубенса. Вена. Музей истории искусств.1618

Максимилиан I, в отличие от своих предшественников, не оставлял претензий на Италию. 24 августа 1493 года Максимилиан подписал в Инсбруке брачный контракт с Бьянкой Марией Сфорцей, дочерью Галеаццо Марии Сфорцы, герцога Миланского, племянницей и потенциальной наследницей Лодовико Моро, фактического правителя Милана. Сама церемония произошла в ноябре 1493 года в Милане (по доверенности) и в марте 1494 года в Тироле. Этот брак принёс ему богатое приданое, однако большая часть денег ушла на оплату долгов Максимилиана. Также Максимилиан приобрёл права на Миланское герцогство.
В марте 1495 года Максимилиан I присоединился к антифранцузской Священной лиге, в которую также вошли Испания, Венецианская республика, герцогство Миланское и Папская область. При этом Максимилиан сумел договориться о перемирии с Венецианской республикой, с которой Империя долго конфликтовала из-за принадлежавших Габсбургам торговых городов на Адриатическом побережье, которые Венеция пыталась аннексировать. Однако в итоге в 1494 году в Италию вторглась армия короля Франции Карла VIII, которая практически без сопротивления захватила Неаполитанское королевство. Это положило начало длительным Итальянским войнам, почти полвека определявшим политику основных европейских государств. Но Карлу так и не удалось закрепиться в Италии, поскольку армии Лиги удалось изгнать Карла VIII из Италии.
Однако уже в 1499 году французы, заручившись нейтралитетом Филиппа Красивого, вновь вступили в Италию и заняли Милан. Максимилиан в это время был поглощён войной со Швейцарским союзом, завершившейся, впрочем, крайне неудачно: в сражении при Дорнахе имперские войска были наголову разбиты швейцарцами и по Базельскому миру 1499 году император фактически признал независимость Швейцарии не только от Габсбургов, но и от империи. Завершив Швейцарские войны, Максимилиан I предоставил военную помощь герцогу Лодовико Моро, которому в 1500 году удалось отбить Милан. Но уже вскоре французы разбили миланскую армию, захватили Лодовико в плен и прочно утвердились в Ломбардии. Французский король Людовик XII смог на некоторое время вывести императора из борьбы за Италию, заключив с ним соглашение о браке внука Максимилиана Карла и дочери короля Франции Клод, обещав в качестве приданого герцогство Бургундию и Милан. В апреле 1505 году Максимилиан даровал Людовику XII инвеституру на Миланское герцогство.
Франко-имперский союз был расторгнут по французской инициативе в 1506 года, однако первое время до вооружённого столкновения дело не доходило. В 1508 году войска Венецианской республики не пропустили императора на коронацию в Рим и вынудили Максимилиана уступить Венеции ряд территорий в Истрии и Фриули. Агрессивность республики привела к складыванию в том же году антивенецианской Камбрейской лиги во главе с папой римским Юлием II и королём Франции, к которой присоединился и император. Французская армия в 1509 году одержала ряд громких побед над силами Венеции, однако это встревожило папу, который вместе с Максимилианом и Венецией в 1510 году организовали Священную лигу против Франции.
Участие императора в последующих войнах было крайне ограниченным: имперские князья отказались финансировать его военные кампании, а собственных доходов с Габсбургских земель не хватало для организации крупных военных соединений. Максимилиан I пытался изыскать средства другими путями: он заложил серебряные рудники Тироля банкирскому дому Фуггеров, что в дальнейшем сыграло крайне негативную роль в экономическом развитии региона, а также активно прибегал к займам у английского короля. Несмотря на финансовые трудности, именно Максимилиан I стал создателем армии нового типа: наёмных войск ландскнехтов, которые пришли на смену рыцарскому ополчению и вскоре стали главной военной силой во всех европейских государствах. С его именем связано также и начало активной торговли немецкими солдатами, предоставляемыми более богатым иностранным государствам за плату. В то же время военные кампании самого императора были крайне неудачными: в 1511 году он безуспешно пытался организовать сопротивление французскому наступлению в Артуа, а в 1515 году предпринял поход на Милан, который провалился ещё на подходах к городу. В результате в Северной Италии установилась гегемония Франции, а император потерял всякое влияние в итальянских делах.

## Гуманистическое движение
В период правления Максимилиана I в Германии наблюдался расцвет гуманистического движения. Европейскую известность получили идеи Эразма Роттердамского, Эрфуртского кружка гуманистов. Император оказывал поддержку искусствам, наукам и новым философским идеям. При его дворе работали Иоахим Вадиан, Стибориус, Георг Таннштеттер, а австрийский гуманист Иоганн Куспиниан был назначен профессором Венского университета. Освобождение от церковных мировоззренческих догм вылилось в 1517 году в выступлении Мартина Лютера в Виттенберге, которое положило начало Реформации в Европе.

## Последние годы

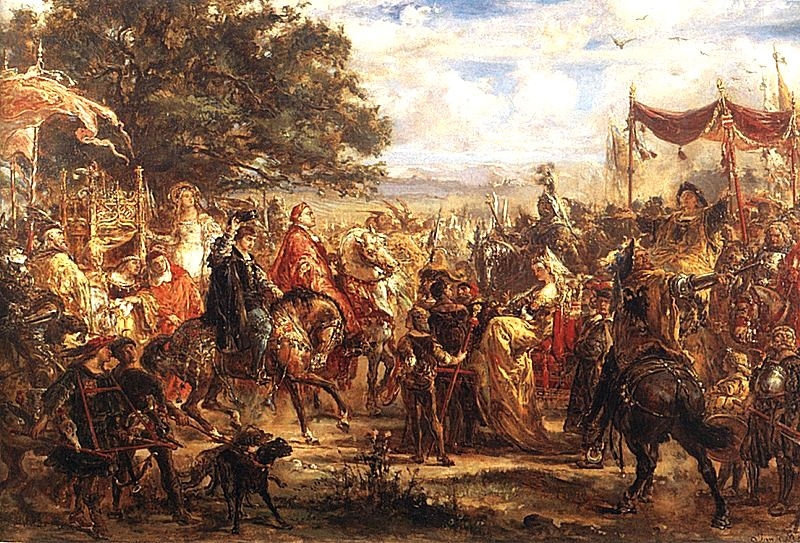
Встреча королей-Ягеллонов с императором Максимилианом под Веной. Картина Яна Матейко. Вена, частная коллекция. 1879

Смерть 23 января 1516 года короля Арагона Фердинанда II позволила стать королём объединённого испанского королевства Карлу, старшему внуку Максимилиана. Желая обеспечить Карлу императорскую корону и не имея возможности продолжать борьбу с Францией, Максимилиан заключил мир с французским королём Франциском I. Также это позволило сосредоточиться на защите от Венеции.
Одним из первоочередных направлений деятельности Максимилиана в последние годы стали восточная политика, а также планируемый Крестовый поход против Турции. Для этого он решил поискать союзника в лице великого князя Московского Василия III, к которому в качестве посла был отправлен близкий друг императора — Сигизмунд фон Герберштейн. Также с призывом к христианским государям обратился папа Лев X, но кроме Максимилиана никто интереса к походу не проявил.
Максимилиан умер 12 января 1519 года в Вельсе. Тело его было похоронено под ступенями алтаря капеллы Святого Георга в Винер-Нойштадте, а сердце по завещанию похоронили в Брюгге рядом с его первой женой, Марией Бургундской.

## Личные качества
Максимилиан всегда уделял большое внимание физическим упражнениям, охоте и обладал такой физической силой, что о ней ходили легенды. Он был замечательным турнирным бойцом и признанным знатоком турнирных правил, что отразилось в составленном под его личным руководством труде «Фрейдаль» (нем. Freydal, 1512—1515), содержащем 255 гравюр с изображениями поединков, в том числе с личным участием императора.

## В культуре
Максимилиан является главным героем австрийско-немецкого телевизионного фильма «Максимилиан. Игра власти и любви», впервые показанного в 2017 году на канале ORF. На том же канале позже демонстрировался документальный фильм «Максимилиан. Свадебное шествие к власти».

## Браки и дети

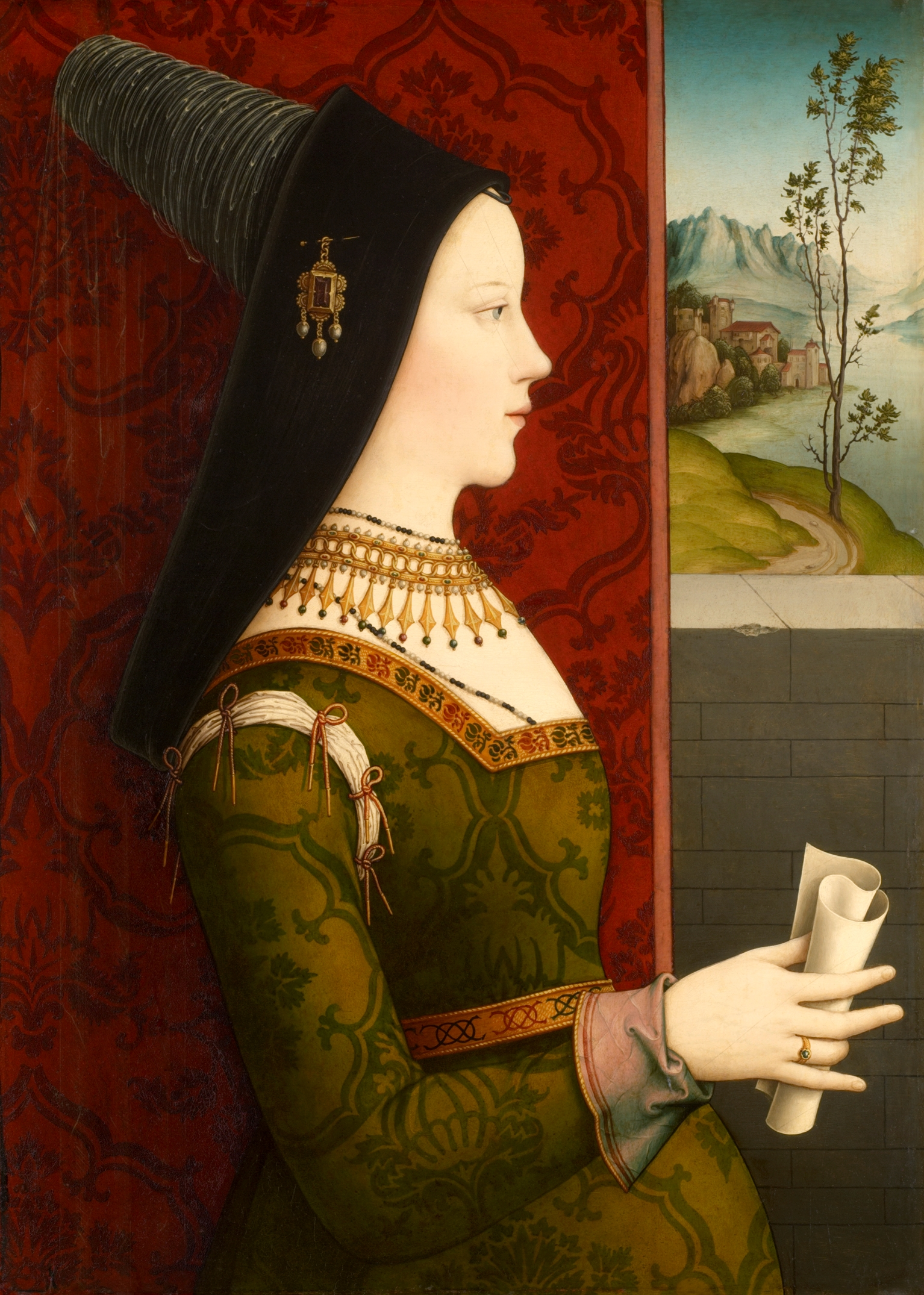
Большая любовь Максимилиана I: Мария Бургундская (1457—1482), самая богатая наследница Европы по оценкам современников. Вплоть до её неожиданной смерти в
1482 году в результате несчастного случая на охоте пара жила во взаимной любви, что было в то время для властвующих особ необычным.

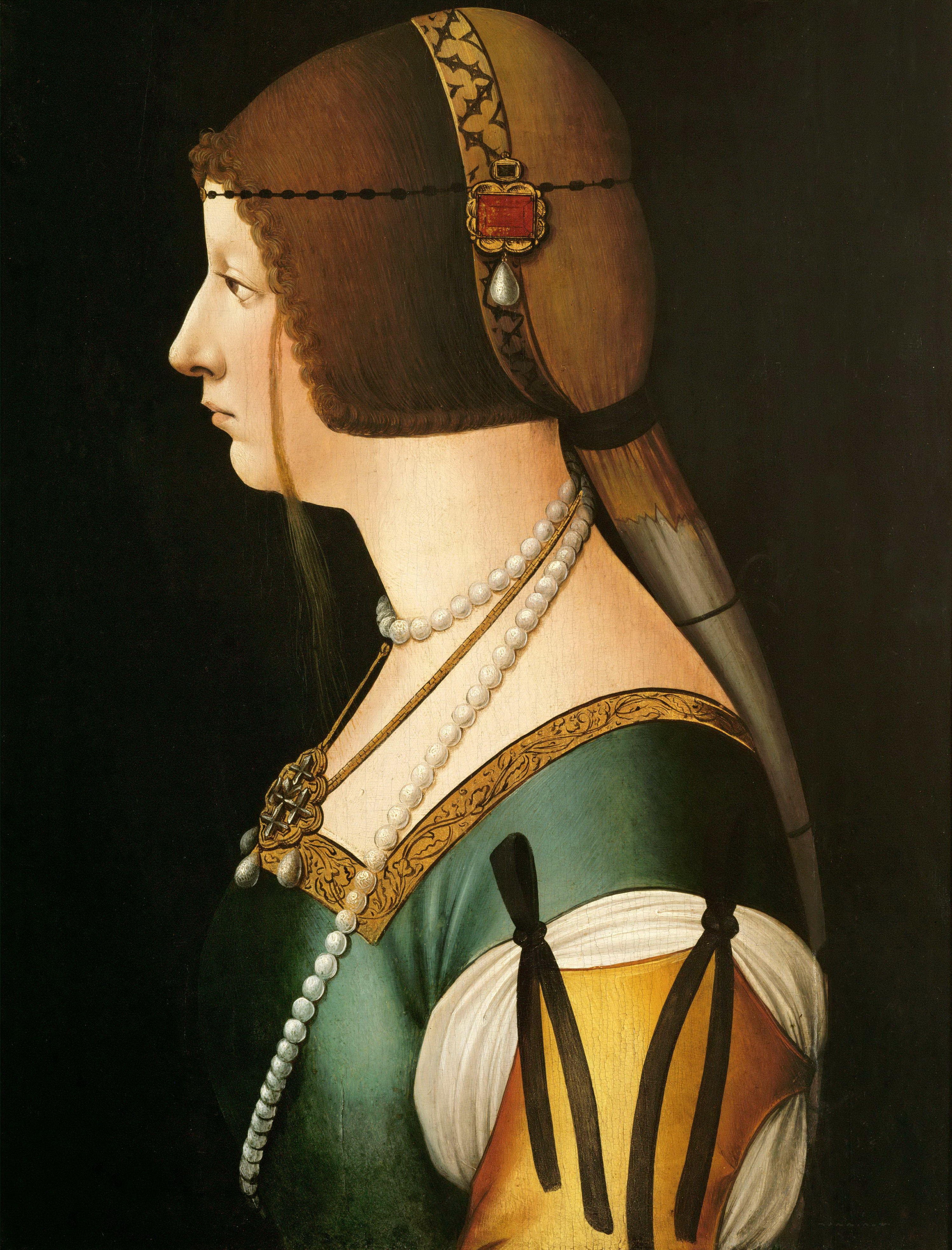
В 1494 году овдовевший Максимилиан I сочетался браком с Бьянкой Марией Сфорца (1472-1510). Поскольку Максимилиану I всегда не хватало денег, у него не было никаких сомнений, чтобы взять в 1494 году в жёны дочь миланского герцога Галеаццо Мария Сфорца, бывшего капитана наёмников, имевшего плохую репутацию, вместе со сказочным приданым в 400 000 золотых дукатов.

1-я жена: с 19 августа 1477 Мария Бургундская (1457—1482), герцогиня Бургундии с 1477, дочь Карла Смелого, герцога Бургундии. Дети:
- Филипп I Красивый (22 июля 1478 — 25 сентября 1506), король Кастилии (c 1504), герцог Брабанта, Лимбурга, Люксембурга и Гельдерна, пфальцграф Бургундии, граф Артуа, Фландрии, Геннегау (Эно), Голландии и Зеландии, маркграф Намюра, титулярный герцог Бургундии с 1482
- Маргарита (10 января 1480 — 1 декабря 1530), графиня Артуа, Бургундии и Шароле с 1493, наместница Испанских Нидерландов с 1519; 1-й муж: с 1497 инфант Хуан Арагонский; 2-й муж: с 1501 Филиберт II, герцог Савойи
- Франц (2/10 сентября 1481 — 26 декабря 1481)

2-я жена: с 16 марта 1494 (Тироль) Бьянка Мария Сфорца (1472—1510), дочь Галеаццо Марии Сфорцы, герцога Милана
Максимилиан I также имел по крайней мере 14 незаконнорождённых детей от любовниц .
От неизвестной:
- Маргарита (ок. 1480 — июнь 1537); 1-й муж: с ок. 1497 Иоганн фон Хилле; 2-й муж: Людвиг (ум. 16 апреля 1525), граф фон Хельфенштейн

От Маргариты фон Эдельсхейм:
- Барбара фон Ротталь (29 июня 1500 — 31 марта 1550); 1-й муж: с 22 июля 1515 Зигмунд фон Дитрихштейн (19 марта 1484 — 19 мая 1533); 2-й муж: с ок. 1535 Ульрих фон Кцеттриц (ум. 1543); 3-й муж: с ок. 1544 Бальтазар фон Швайниц (ум. 1572)
- Георг Пирет (1504 — 4 мая 1557), епископ Бриксена 1525—1539, епископ Брешии 1526—1538, архиепископ Валенсии 1538—1544, епископ Льежа с 24 июня 1544

От Анны фон Хельфенштейн:
- Максимилиан Фридрих фон Амберг (10 июня 1511 — 21 апреля 1533), сеньор цу Фелдкирх; жена: с 1534 Елизавета фон Эттинген (16 июня 1499 — 31 августа 1553)
- Леопольд (1515 — 17 сентября 1557), епископ Кордовы с 1541
- Доротея (1516—1572), наследница Фалькенбурга, Дарбюи и Халема, фрейлина королевы Марии Венгерской; муж: с 11 ноября 1539 Иоганн I Остфрисландский (ум. 6 июня 1572), сеньор Фалькенбурга, Дарбюи и Халема
- Анна; муж: Луи д’Ирлемон
- Анна Маргарита (ок. 1517—?), фрейлина королевы Марии Венгерской; муж: с ок. 1545 Франсуа де Мелён (ум. 1547), граф д’Эпинуа с 1514, коннетабль Фландрии
- Елизавета (ум. 1581/1584); муж: с 1531 Людовик III де ла Марк (ум. после 6 мая 1544), граф де Рошфор
- Барбара; муж: Вольфганг Плайсс
- Корнелиус (сентябрь 1507 — после 1527)
- Кристоф Фердинанд (ум. после 1522)

Возможно незаконной дочерью Максимилиана была:
- Гуэльма; муж: Рюдигер фон Вестернах

## Комментарии
1. ↑  Из многочисленных портретов Максимилиана I (1459—1519) никакой другой не сформировал образ популярного монарха более убедительно, чем эта картина Дюрера, написанная им в год смерти императора, фигура которого развёрнута по отношению к зрителю в пол оборота. Кроме того, Максимилиан держит в руках гранат вместо символа императорской власти — «императорского яблока», значение которого не так однозначно. По старой традиции, данный плод должен был напоминать о завоевании Гранады  в 1492 году  Фердинандом Арагонским, приходившимся тестем его сыну Филиппу. С другой стороны,  гранат, который начали очищать и где видны неповреждённые зёрна, как нельзя лучше в контексте написания портрета подходит как символ девиза  «Больше быть, чем казаться»[источник не указан 2193 дня]